# اچ‌ام‌اس مجستیک (۱۷۸۵)
اچ‌ام‌اس مجستیک (۱۷۸۵) (به انگلیسی: HMS Majestic (1785)) یک کشتی بود که طول آن ۱۷۰ فوت (۵۲ متر) بود. این کشتی در سال ۱۷۸۵ ساخته شد.